# Camargo (Kantabrien)
Camargo ist eine Gemeinde in der spanischen Autonomen Region Kantabrien.

## Geographie
Camargo liegt im Norden der Autonomen Gemeinschaft Kantabrien, in der Comarca Santander, angrenzend an die Stadt Santander selbst, in der wirtschaftlich dynamischsten Gegend Kantabriens, zwischen dem Meer und den abfallenden Ausläufern der Cordillera Cantabrica.
Gemeindegliederung
Neben dem namensgebenden Ort Camargo gehören folgende Orte zur Gemeinde Camargo: Cacicedo, Escobedo, Herrera, Igollo, Maliaño, Muriedas (Hauptstadt) und Revilla.

## Geschichte
Das Vorhandensein vieler natürlicher Höhlen in der Gemeinde und die große Menge an archäologischem Material, das auch in jüngster Zeit gefunden wurde, zeigen, dass es eine menschliche Präsenz in der Altsteinzeit und später zur Zeit der kantabrischen Stämme, der Römer und der Westgoten, gab. Das älteste Dokument, in dem Camargo erwähnt wird, stammt aus dem Jahr 811 und bezieht sich auf die Gründung von Klöstern, die Autorität über das Gebiet ausübten. In der Mitte des vierzehnten Jahrhunderts wurde Camargo in eine königliche Statistik der Orte aufgenommen, die Steuern an die Krone von Kastilien zu zahlen hatten. Zu dieser Zeit stand die Gemeinde unter der Herrschaft von Gonzalo Ruiz de la Vega, Marquis von Santillana. Camargo und die anderen Dörfer in der Gegend waren gegen die diktatorische Herrschaft der Feudalherren, die praktisch jede Möglichkeit der Selbstverwaltung aufhob, und wünschten sich die Rückkehr zum früheren königlichen Regiment. Die Alcaldes der verschiedenen Gemeinden in den Tälern wandten sich an den König mit einer Petition gegen den Marquis von Santillana und für eine Rückkehr zur alleinigen Regierung des Königs, aber der König gab ihrer Bitte nicht statt und die Räte beschlossen, den Rechtsweg zu beschreiten. Dies führte zum berühmten Pleito de los Valles, der nach hundert Jahren mit einem Urteil zugunsten der Gemeinden durch die Real Chancilleria von Valladolid endete. Infolgedessen wurde Camargo, wie die anderen klagenden Gemeinden, 1561 wieder unter die direkte Herrschaft des Königs gestellt und nahm den Titel Real Valle an, den sie bis heute beibehält.

## Söhne und Töchter der Stadt
- María Mercedes Álvarez Pontón (* 1976), Reiterin